# Nessel-Schnabeleule

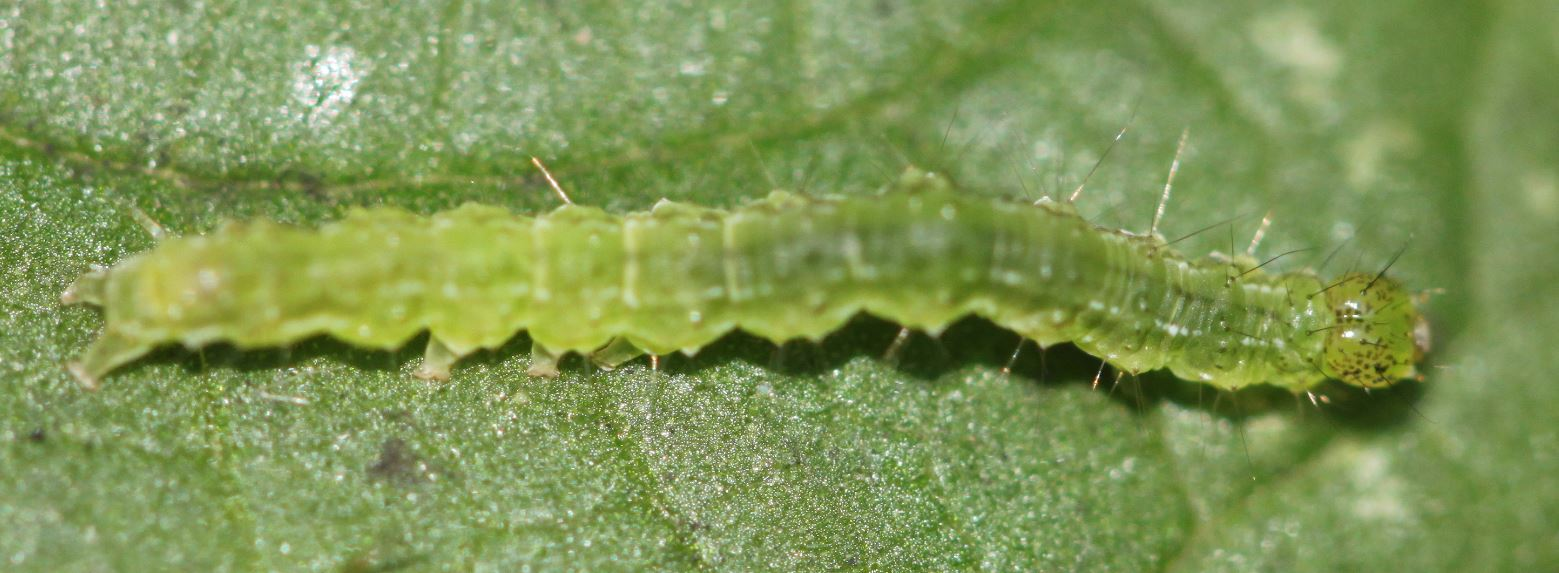
Raupe

Die Nessel-Schnabeleule (Hypena proboscidalis), auch Gemeine Nessel-Zünslereule genannt, ist ein Schmetterling (Nachtfalter) aus der Familie der Eulenfalter (Noctuidae).

## Merkmale

### Falter
Die Flügelspannweite der Falter beträgt 28 bis 38 Millimeter. Die Grundfarbe der Vorderflügel variiert von graubraun bis zu gelblich braun. Äußere und innere Querlinie heben sich dunkel hervor, wobei die innere zum Vorderrand hin abknickt. Die Wellenlinie ist breit angelegt und ebenfalls dunkel, zuweilen jedoch undeutlich. Makel fehlen. Unterhalb des sehr spitzen Apex ist oftmals ein dunkler Schatten erkennbar. Die Hinterflügel sind zeichnungslos graubraun. Der Saugrüssel der Falter ist gut entwickelt. Die Fühler der Männchen sind bewimpert. Auffällig sind die sehr langen Palpen, die rüsselartig vorgestreckt werden. Von diesem Verhalten leitet sich auch der wissenschaftliche Name der Art vom lateinischen proboscis = „Rüssel“ ab.

### Ei
Das kugelige Ei ist mit 13 kräftigen, geraden Längsrippen überzogen, die alle die Mikropylzone erreichen. Außerdem befinden sich 15 bis 16 ebenfalls gerade, aber schwächer ausgebildete Querrippen auf der Oberfläche. Das Ei hat zunächst eine grüne Farbe, die sich vor dem Schlüpfen der Jungraupen in ein dunkles Braun wandelt.

### Raupe
Erwachsene Raupen haben eine grünliche Färbung und sind mit einer dunklen Rückenlinie, weißlichen Nebenrückenlinien sowie weißgelben Seitenstreifen versehen. Aus den gelbgrünen Punktwarzen ragen einzelne Haare hervor. Die Segmenteinschnitte sind gelblich.

## Geographische Verbreitung und Lebensraum
Die Nessel-Schnabeleule ist in Europa weit verbreitet, im Norden bis zum Polarkreis. Richtung Osten reicht das Verbreitungsgebiet bis nach Japan. In den Alpen steigt sie bis in Höhen von über 1600 Metern. Die Tiere sind in Laub-, Misch- und Nadelwäldern, Ufergebieten, an Hecken sowie in Gärten und Parklandschaften anzutreffen.

## Lebensweise
Die tag-, dämmerungs- und nachtaktiven Falter fliegen in klimatisch günstigen Gebieten in zwei Generationen, die erste von Mai bis Juli und die zweite von August bis Oktober. Sie besuchen Blüten, Köder und gerne künstliche Lichtquellen. Als Nahrungspflanze dient die Große Brennnessel  (Urtica dioica), an der sie zuweilen gesellig leben.

## Gefährdung
Die Nessel-Schnabeleule ist in den deutschen Bundesländern nicht selten und ist gemäß der Roten Liste nicht gefährdet.